# XXII dynastia
XXII dynastia – dynastia władców starożytnego Egiptu, wywodzących się od wodzów plemion libijskich Maszuasz. Władcy rezydujący w Tanis, Bubastis oraz Tebach. Dynastia panowała w latach 946–722 p.n.e.
| Trzeci Okres Przejściowy – XXII dynastia libijska |                       |                          |                          |                                                |
| Władca                                            | Lata panowania p.n.e. | Nomen                    | Prenomen                 | Żony                                           |
| Szeszonk I                                        | 946–925               | Szeszonk Meri Amon       | Hedżcheperre Setepenre   | Karoma[ma] I, Pentresznes                      |
| Osorkon I                                         | 925–890               | Osorkon Meri Amon        | Sechencheperre Setepenre | Maatkare II, Taszedchonsu                      |
| Takelot I                                         | 890–877               | Takelot Meri Amon        | Hedżcheperre Setepenre   | Kapes                                          |
| Szeszonk II                                       | 877–875               | Szeszonk Meri Amon       | Hekacheperre Setepenre   | Nestanebtaszeru                                |
| Osorkon II                                        | 875–837               | Osorkon Meri Amon        | Usermaatre Setepenamon   | Isetemachbit V, Karoma[ma] II, Dżedmutiufanch  |
| Harsiese I                                        | 874/870–860/850       | Harsiese Meri Amon       | Hedżcheperre Setepenamon | ?                                              |
| Takelot II                                        | 841–816               | Takelot Sieset Meri Amon | Hedżcheperre Setepenre   | Karoma[ma] III (Merimut I)                     |
| Szeszonk III                                      | 837–798 (785?)        | Szeszonk Meri Amon       | Usermaatre Setepenre     | Tentamenopet, Tadibastet I, Dżedbastetiuesanch |
| Szeszonk IV                                       |                       | Szeszonk                 | Hedżcheperre Setepenre   |                                                |
| Pimaj                                             | 785–774               | Pimaj Meri Amon          | Usermaatre Setepenamon   |                                                |
| Szeszonk V                                        | 774–736               | Szeszonk                 | Aacheperre               | Tadibastet II                                  |
| Osorkon IV                                        | 732–722               | Osorkon Meri Amon        | Aacheperre Setepenamon   |                                                |

Istnieją poglądy, wyrażone przez A. Dodsona, a przyjęte m.in. przez K. Kitchena i J. von Backerath’a, mówiące, że pomiędzy panowaniem Szeszonka III i Pimaja, władzę krótko sprawował efemeryczny faraon – Szeszonk IV. W związku z tym we wszystkich opracowaniach, dotyczących Trzeciego Okresu Przejściowego napisanych po 1993 roku zmieniono imię dotychczasowego króla – Szeszonka IV, na Szeszonka VI.
Kenneth Kitchen oparł chronologię XXII dynastii na synchronizmie z Chronologią królów Judy i Izraela Edwina Thielego.

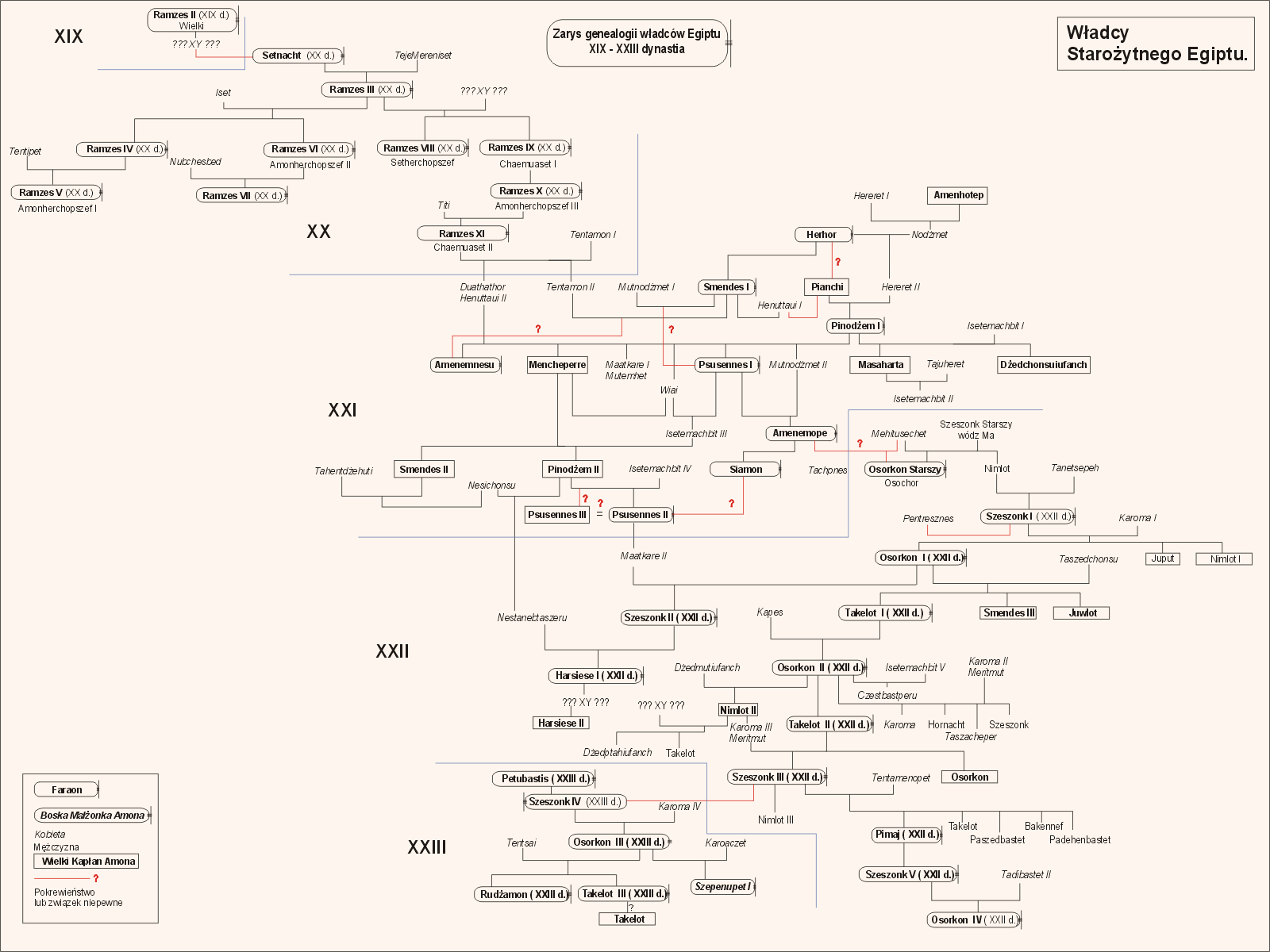
Zarys genealogii od XIX do XXIII dynastii.

| Trzeci Okres Przejściowy – XXII dynastia |                       |                                               |      |
| Władca                                   | Lata panowania p.n.e. | Tytuł                                         | Żony |
| Juput                                    | 944–924               | Hem-neczer-Tepi-en-Amon-Re Juput              |      |
| Szeszonk                                 | 924–894               | Hem-neczer-Tepi-en-Amon-Re Szeszonk           |      |
| Juwelot                                  | 894–884               | Hem-neczer-Tepi-en-Amon-Re Juwelot            |      |
| Smendes III                              | 884–874               | Hem-neczer-Tepi-en-Amon-Re Nes-ba-neb-dżed    |      |
| Harsiese I                               | 874–860               | Harsiese Meri Amon Hedż-cheperRe Setepen Amon |      |
| Nimlot II                                | 860/855–850/845       | Hem-neczer-Tepi-en-Amon-Re Nimlot             |      |
| Osorkon                                  | 850/840–835/825       | Hem-neczer-Tepi-en-Amon-Re Osorkon            |      |
| Harsiese II                              | 840/835–816/800       | Hem-neczer-Tepi-en-Amon-Re Harsiese           |      |
| Takelot                                  | 800–775               | Hem-neczer-Tepi-en-Amon-Re Takelot            |      |